# Temple protestant d'Harponville
Le temple protestant d'Harponville est un édifice cultuel de l'Église réformée de France puis de l'Église protestante unie de France depuis 2013, situé sur le territoire de la commune d'Harponville, dans le département de la Somme, à une vingtaine de kilomètres au nord d'Amiens.

## Historique
Le temple protestant d'Harponville actuel remplace un édifice précédent édifié de 1821 à 1824 et incendié en 1859. Il a été reconstruit et rendu au culte en 1863.
Le temple cédé à la commune d'Harponville en 1991 a été restauré par ses soins.

## Caractéristiques
Le temple d'Harponville est un bâtiment construit en brique selon un plan quadrangulaire. Il est formé de trois travées avec de hautes fenêtre en arc en plein cintre. Les deux extrémités du bâtiment sont coiffées de pignons à redent. 
La portail d'entrée est surmonté d'un décor stylisé en relief en brique d'une grande sobriété et d'un oculus. Au sommet du pignon se dresse une croix en pierre. 
L'intérieur est voûté en bois, les murs enduits de blanc, les fenêtres sans vitraux. Une exposition de photos retrace la vie du temple, toujours voué au culte.
C'est l'un des rares exemples de lieux de culte protestants encore présent dans les campagnes picardes.